# La Besseyre-Saint-Mary
La Besseyre-Saint-Mary – miejscowość i gmina we Francji, w regionie Owernia-Rodan-Alpy, w departamencie Górna Loara.
Według danych na rok 1990 gminę zamieszkiwało 156 osób, a gęstość zaludnienia wynosiła 7 osób/km² (wśród 1310 gmin Owernii La Besseyre-Saint-Mary plasuje się na 691. miejscu pod względem liczby ludności, natomiast pod względem powierzchni na miejscu 383).